# نظارة الإنشاء
قرية نظارة الانشا هي إحدى القرى التابعة لمركز الرحمانية في محافظة البحيرة في جمهورية مصر العربية. حسب إحصاءات سنة 2006، بلغ إجمالي السكان في نظارة الانشا 3210 نسمة، منهم 1647 رجل و1563 امرأة.